# Misopates salvagense
Misopates salvagense é uma espécie de planta com flor pertencente à família Scrophulariaceae. 
A autoridade científica da espécie é D.A.Sutton, tendo sido publicada em Revis. tribe Antirrhineae 151 (1988).

## Portugal
Trata-se de uma espécie presente no território português, nomeadamente no Arquipélago da Madeira.
Em termos de naturalidade é endémica da região atrás referida.

## Protecção
Não se encontra protegida por legislação portuguesa ou da Comunidade Europeia.